# En fremmed fugl
En fremmed fugl er en dansk dokumentarfilm fra 2000, der er instrueret af Lizzi Weischenfeldt.

## Handling
Filmen handler om den 15-årige Ivana, der mistede hele sin familie undtagen storebroren Alen, under krigen i Jugoslavien. Ivana bor nu i England sammen med sin bror og den familie, hun mødte i flygtningelejren i Kroatien. Filmen fortæller om Ivanas kamp for at blive accepteret blandt sine nye kammerater og at finde sig til rette i sit nye land. Ivana forsøger at bearbejde sin traumatiske fortid, har en stærk vilje til at leve i nuet og formår også at se positivt på fremtiden. Der er fnis og fuld fart på, når hun går i byen med veninderne, dyrker kickboxing og søger jobs for at kunne finansiere sin fremtid.